# Puchar Islandii w piłce siatkowej mężczyzn (2021/2022)
Puchar Islandii w piłce siatkowej mężczyzn 2021/2022 (oficjalnie Kjörísbikar karla 2021/2022) – 48. sezon rozgrywek o siatkarski Puchar Islandii zorganizowany przez Islandzki Związek Piłki Siatkowej (Blaksamband Íslands, BLÍ). Zainaugurowany został 28 listopada 2021 roku. W walce o Puchar Islandii uczestniczyły kluby z Úrvalsdeild oraz 1. deild.
Rozgrywki składały się z I rundy, ćwierćfinałów oraz turnieju finałowego, w ramach którego rozegrane zostały półfinały i finał. We wszystkich rundach rywalizacja toczyła się w systemie pucharowym, a o awansie decydowało jedno spotkanie.
Turniej finałowy odbył się w dniach 1-3 kwietnia 2022 roku w Íþróttahúsið Digranes w Kópavogurze. Po raz drugi Puchar Islandii zdobył klub Hamar, który w finale pokonał KA. MVP finału wybrany został Radosław Rybak.

## System rozgrywek
W Pucharze Islandii w sezonie 2021/2022 uczestniczyło dziewięć drużyn. Rozgrywki składały się z I rundy, ćwierćfinałów, półfinałów i finału. Przed poszczególnymi rundami odbywało się losowanie, które wyłaniało pary meczowe. We wszystkich rundach rywalizacja toczyła się systemem pucharowym, a o awansie decydowało jedno spotkanie.

## Drużyny uczestniczące
| Úrvalsdeild (8 drużyn) | Úrvalsdeild (8 drużyn) |
| ---------------------- | ---------------------- |
| Afturelding            | ćwierćfinał            |
| Fylkir                 | ćwierćfinał            |
| Hamar                  | zwycięstwo             |
| HK                     | półfinał               |
| KA                     | finał                  |
| Þróttur Fjarðabyggð    | ćwierćfinał            |
| Þróttur Vogum          | ćwierćfinał            |
| Vestri                 | półfinał               |
| 1. deild (1 drużyna)   |                        |
| Völsungur/Efling       | I runda                |

## Rozgrywki

### I runda
| 28.11.2021 15:00 (UTC±0) | Völsungur/Efling | 1:3 (25:23, 10:25, 15:25, 19:25) | HK | Íþróttahöllin, Húsavík Widzów: 60 Sędziowie: Sigurbjörn Árni Arngrímsson i Þorvaldur Þorsteinsson |

### Ćwierćfinały
| 02.02.2022 19:00 (UTC±0) | Hamar | 3:0 (25:20, 25:14, 25:13) | Fylkir | Íþróttahúsið, Hveragerði Sędziowie: Kristján Geir Guðmundsson i Sævar Már Guðmundsson |

| 26.02.2022 20:00 (UTC±0) | HK | 3:2 (16:25, 25:22, 22:25, 25:20, 15:13) | Þróttur Fjarðabyggð | Íþróttahúsið Digranes, Kópavogur Widzów: 50 Sędziowie: Ismar Hadziredžepović i Árni Jón Eggertsson |

| 13.03.2022 13:00 (UTC±0) | KA | 3:1 (22:25, 25:19, 25:23, 25:21) | Afturelding | KA heimilið, Akureyri Sędziowie: Kristján Geir Guðmundsson i Gunnar Garðarsson |

| 13.03.2022 14:00 (UTC±0) | Vestri | 3:1 (25:17, 25:15, 11:25, 25:19) | Þróttur Vogum | Íþróttahúsið Torfnesi, Ísafjörður Widzów: 30 Sędziowie: Árni Jón Eggertsson i Angelica Rodriguez |

### Półfinały
| 01.04.2022 17:30 (UTC±0) | HK | 1:3 (25:14, 22:25, 17:25, 16:25) | Hamar | Íþróttahúsið Digranes, Kópavogur Widzów: 125 Sędziowie: Kristján Geir Guðmundsson i Angelica Rodriguez |

| 01.04.2022 20:00 (UTC±0) | Vestri | 1:3 (16:25, 22:25, 25:20, 16:25) | KA | Íþróttahúsið Digranes, Kópavogur Widzów: 100 Sędziowie: Ismar Hadziredžepović i Sigurbjörn Árni Arngrímsson |

### Finał
| 03.04.2022 13:00 (UTC±0) | Hamar | 3:0 (25:19, 25:21, 25:22) | KA | Íþróttahúsið Digranes, Kópavogur Widzów: 153 Sędziowie: Sævar Már Guðmundsson i Ólafur Jóhann Júlíusson |